# Cacaban (Conggeang)
Cacaban is een bestuurslaag in het regentschap Sumedang van de provincie West-Java, Indonesië. Cacaban telt 1566 inwoners (volkstelling 2010).